# استووال (کارولینای شمالی)
استووال (به انگلیسی: Stovall) شهری در ایالت کارولینای شمالی کشور ایالات متحده آمریکا است که جمعیت آن در سرشماری سال ۲۰۱۰ میلادی، ۴۱۸ نفر بوده‌است.